# Either/Or
Either/Or è il terzo album in studio di Elliott Smith, pubblicato con l'etichetta discografica Kill Rock Stars il 25 febbraio 1997.

## Tracce
(Tutte scritte da Elliott Smith)
1. Speed Trials - 3:01
2. Alameda - 3:43
3. Ballad of Big Nothing - 2:48
4. Between the Bars - 2:21
5. Pictures of Me - 3:46
6. No Name No. 5 - 3:43
7. Rose Parade - 3:28
8. Punch and Judy - 2:25
9. Angeles - 2:56
10. Cupid's Trick - 3:04
11. 2:45 AM - 3:18
12. Say Yes - 2:19